# Jon Hendricks
John Carl Hendricks (Newark (Ohio), 16 de septiembre de 1921-Manhattan (Nueva York), 22 de noviembre de 2017) fue un cantante y letrista de música jazz. Fue uno de los creadores del género vocalese, que añade letras a canciones instrumentales existentes y reemplaza muchos instrumentos por vocalistas. Como parte del trío Lambert, Hendricks & Ross (junto con Dave Lambert y Annie Ross), grabó un gran número de canciones de Count Basie y Charlie Parker con el estilo vocalese. Carmen McRae fue una de las muchas cantantes apasionadas por su trabajo y creó álbumes basados en él.
Era profesor de jazz en la Universidad de Toledo, Ohio.